# Terryville (New York)
Terryville ist ein Census-designated place (CDP) in der Stadt Brookhaven im Suffolk County im US-Bundesstaat New York. Bei der Volkszählung von 2020 hatte der Ort 11.472 Einwohner.

## Geschichte
Die frühesten bekannten Bewohner dieser Region waren Algonkin sprechende amerikanische Ureinwohner, die den Stämmen Unkechaug und Setauket angehörten. Die ersten europäischen Siedler kamen 1655, kauften Land von den Einheimischen und ließen sich in der Gegend nieder. Die Hauptbeschäftigungen dieser frühen englischen Siedler waren Landwirtschaft, Fischerei und Waljagd.

## Geografie
Terryville liegt auf der Insel Long Island im Gebiet der Stadt Brookhaven, südlich von Port Jefferson Station und etwa 50 Meilen (80 km) von New York City entfernt. 